# Sphragifera rejecta
Sphragifera rejecta är en fjärilsart som beskrevs av Fabricius 1775. Sphragifera rejecta ingår i släktet Sphragifera och familjen nattflyn. Inga underarter finns listade i Catalogue of Life.